# دیزادیز
دیزادیز، روستایی است از توابع بخش مرکزی شهرستان قوچان در استان خراسان رضوی ایران.

## جمعیت
این روستا در دهستان سودلانه قرار داشته و بر اساس سرشماری سال ۱۳۸۵ جمعیت آن ۱٬۱۰۴ نفر (۲۵۶ خانوار)
بوده‌است که در سال ۱۳۹۵ به ۸۱۷ نفر رسیده است.